# Рабая, Екатерина Борисовна
Екатерина Борисовна Рабая (род. 6 ноября 1993 года, Тула) — российская спортсменка-стрелок, специализирующаяся на трапе. Участница Олимпийских игр 2016 года. Чемпионка Европы 2017 года. Чемпионка России 2015 года. Мастер спорта России международного класса.

## Биография
Екатерина Борисовна Рабая родилась 6 ноября 1993 года в Туле. Мать — Елена Рабая, многократная чемпионка и призёр чемпионатов мира, Европы и России, главный тренер сборной России по стендовой стрельбе. Екатерина окончила институт экономики, управления и права в Казани.
Тренируется под руководством Елены Рабая и Светланы Дёминой. Начала выступать на соревнованиях в 2007 году. С 2015 года выступает за сборную команду России. Многократный призёр чемпионатов мира, Европы и России.

## Основные результаты
| Год  | Соревнования                   | Место проведения          | Дисциплина     | Место | Результат |
| ---- | ------------------------------ | ------------------------- | -------------- | ----- | --------- |
| 2011 | Чемпионат Европы среди юниоров | Белград, Сербия           | трап           | 2     | 86        |
| 2012 | Чемпионат Европы               | Ларнака, Республика Кипр  | трап           | 5     | 78        |
| 2015 | Чемпионат мира                 | Лонато-дель-Гарда, Италия | трап (команда) | 3     | н/д       |
| 2015 | Чемпионат Европы               | Марибор, Словения         | трап           | 2     | 92        |
| 2015 | Универсиада                    | Кванджу, Республика Корея | трап (команда) | 2     | н/д       |
| 2016 | Олимпийские игры               | Рио-де-Жанейро, Бразилия  | трап           | 11    | 65        |
| 2017 | Чемпионат Европы               | Баку, Азербайджан         | трап           | 2     | 37 (3)    |
| 2017 | Чемпионат Европы               | Баку, Азербайджан         | трап (команда) | 1     | 203       |